# Patria o muerte
Pour plus de détails, voir Fiche technique et Distribution.
Patria o muerte (Родина или смерть, Rodina ili smert), est un film documentaire russe réalisé par Vitali Manski et sorti en 2011.
Consacré à la vie à Cuba dans les années 2000, le film est composé d'une série de saynètes quotidiennes montrant la vie de personnes dont l'enfance et la jeunesse ont coïncidé avec la victoire de la révolution cubaine (1953-1959).

## Synopsis
- Une femme explique à une couturière qu'après la mort de son mari, elle élève seule ses trois filles et qu'elle a donc besoin d'une réduction sur les robes. La couturière répond aux besoins de la veuve et accepte de lui donner 80 pesos.
- Le drapeau cubain est hissé dans la cour de l'école et les enfants chantent en chœur l'hymne national cubain. L'enseignant leur rappelle que l'école porte le nom du leader des travailleurs du port, Aransebio Iglesias Diaz, et demande aux pionniers d'apprendre ses trois idées principales pour la prochaine leçon.
- Une jeune danseuse vit seule avec sa mère handicapée. Elle raconte qu'elle a passé trois ans à vendre dans la rue pour s'acheter une robe de bal. Aujourd'hui, son salaire est de 120 pesos, tandis qu'une miche de pain coûte 10 pesos. La femme énumère ce à quoi ils ont droit chaque mois selon les normes sociales : 7 livres de riz par mois, 1 sac de café, 2 livres de sucre noir, 1 tube de dentifrice, une demi-livre d'huile végétale, 1 sac de sel, 1 paquet de cigarettes légères et 3 paquets de cigarettes fortes. En outre, une mère qui suit un régime alimentaire peut obtenir 3 livres de poulets sur des cartes.
- Dans une petite usine, il y a une réunion hebdomadaire d'information politique. Les ouvriers écoutent un conférencier qui leur lit un éditorial du journal Granma. L'article dit que le gouvernement américain accuse Cuba de terrorisme et que les habitants de l'île soutiennent la position de leur ministère des affaires étrangères.
- Une Cubaine s'inquiète pour sa fille, âgée de 15 ans. Dans leur pays, la loi est sévère à l'égard des parents qui n'élèvent pas bien leurs enfants. Et si sa fille se rend sur la promenade du Malecón pour se mêler aux touristes étrangers, c'est la mère, et non l'adolescente, qui sera punie.
- Une file d'attente dans un magasin de nourriture. Les gens parlent du fait qu'aujourd'hui, on trouve du poulet au lieu du poisson et que certaines personnes ont épuisé leur quota d'œufs en décembre.
- Un vieil homme a atteint l'âge de la retraite, mais il ne veut pas se reposer. Délégué à l'Assemblée du pouvoir populaire, il est chargé de veiller au respect de la loi dans les entreprises. Ayant appris que le café le plus proche a été approvisionné en pain de mauvaise qualité, il se rend à la boulangerie pour savoir quelle équipe a enfreint la règle.
- Les membres de l'ensemble de danse Cacino discutent de la philosophie de la salsa et de leurs élèves qui viennent encore et toujours sur l'île de la Liberté pour s'imprégner des rythmes cubains. L'un d'entre eux, un danseur unijambiste, rêve qu'un jour il sera remarqué et invité à travailler, et qu'alors le monde entier verra ses prestations.

## Fiche technique
- Titre original : Родина или смерть, Rodina ili smert
- Titre français : Patria o muerte[1],[2]
- Réalisateurs : Vitali Manski
- Scénaristes : Vitali Manski
- Photographie : Léonid Konovalov
- Montage : Maksim Karamichev

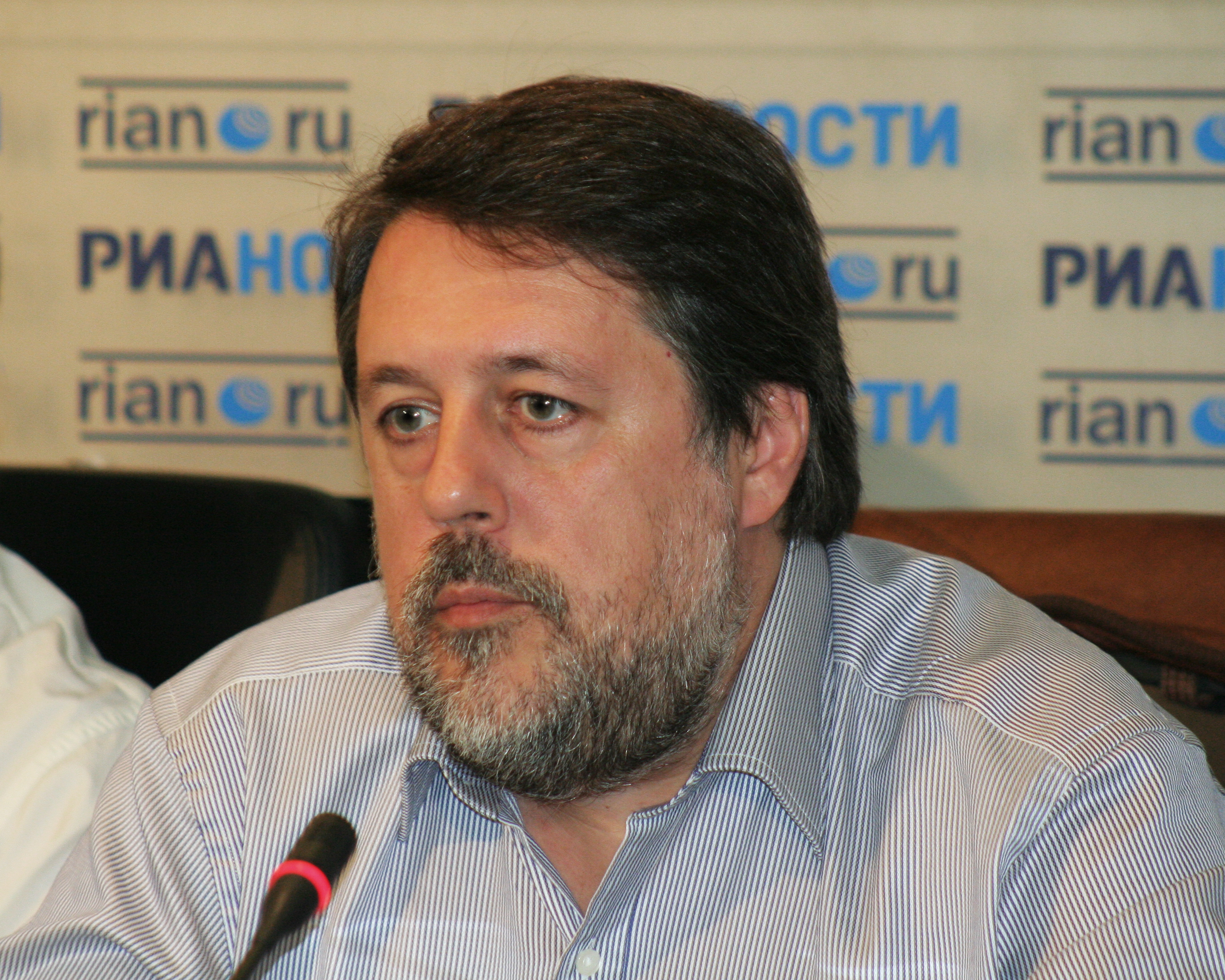
Le réalisateur Vitali Manski à Moscou en 2010.

- Musique : Sergio David Calzado, Yadam Gonzalez, Jorge Gomez, Carlos Lueblo
- Production : Guennadi Kostrov
- Société de production : Vertov Studio
- Pays de production :  Russie
- Langue originale : russe
- Genre : film documentaire
- Durée : 99 minutes
- Date de sortie :
  - Union soviétique : 28 juillet 2011

## Production
Selon le réalisateur, l'existence d'un régime sans visa entre la Russie et Cuba ne garantit pas qu'une personne munie d'une caméra sera autorisée à entrer sur l'île de la Liberté. Pour obtenir cette autorisation, les auteurs du film ont déposé une demande auprès de l'ambassade de Cuba, indiquant qu'ils avaient l'intention de réaliser un film sur les membres de l'ensemble de danse rueda de casino. La procédure d'enregistrement de tous les documents a duré près de six mois. Mais même après avoir été admis dans le pays, le groupe de tournage a eu des difficultés périodiques avec les autorités cubaines, qui surveillaient de près le processus de tournage.
« Родина или смерть» — это рассказ исключительно для себя. Это дневник для личного пользования. Некая доля лукавства есть в этих словах, потому что я, написав этот дневник, отрефлексировав свои сомнения, комплексы, ощущения, отдал его издателю и собираюсь показывать эту картину везде, куда меня будут с ней приглашать. »
— Vitali Manski

« Patria o muerte est un récit qui s'adresse exclusivement à soi-même. C'est un journal intime à usage personnel. Il y a une part de sournoiserie dans ces mots, car après avoir écrit ce journal, après avoir réfléchi à mes doutes, mes complexes et mes sentiments, je l'ai donné au producteur et je vais montrer ce film partout où l'on m'invitera avec lui. »

## Accueil critique
Les critiques de cinéma ont réagi très vivement au film de Vitaly Mansky. Par exemple, la correspondante de Rossiïskaïa Gazeta, Irina Korneïeva, a trouvé que le film rappelait On ne peut pas vivre comme ça (1990) de Stanislav Govoroukhine, en déplaçant l'action à Cuba.
Denis Krioukov, représentant de la société de cinéma Arthouse, a loué la capacité du réalisateur à travailler « à grands traits et avec confiance ».
Le critique Anton Kostilev (Seans (ru)) a vu dans le film un « reflet de l'URSS de la fin des années 1980 transposé dans les Antilles ».
Pour Zara Abdoullaïeva (ru) (Iskoustvo Kino), le « panorama de la vie quotidienne » présenté dans le film est devenu un portrait social du Cuba moderne.
Parallèlement, Lidia Maslova (Kommersant) a qualifié Patria o muerte d'un ensemble de « souvenirs touristiques ». Ses impressions sur le film se limitent à la remarque que le réalisateur Manski « a passé de nombreux jours de tournage à Cuba et a filmé un bon nombre de femmes cubaines avec de belles silhouettes, des Cadillacs anciennes, des Noirs burinés, des décharges et des dépotoirs pittoresques ».
« Автор сложил из хроники вполне «игровой» сюжет, где есть «действующие лица и исполнители». Простые кубинцы, сапожники, продавщицы, бродяги, работники кладбища и даже бездомные кошки и собаки живут, как живется, но и играют, становятся чуть другими — в бесконечном танце, в рассказах о себе, в разговорах с соседями, в перебранке с дирижёром. »
— Nina Zarkhi (ru)

« L'auteur a fait de la chronique une histoire "ludique", où il y a des "acteurs et des interprètes". De simples Cubains, des cordonniers, des vendeurs, des vagabonds, des employés de cimetière et même des chats et des chiens errants vivent comme ils vivent, mais ils jouent aussi et deviennent un peu différents - dans une danse sans fin, dans des histoires qui tournent sur elles-mêmes, dans des conversations avec les voisins, dans des chamailleries avec le chef d'orchestre. »
Le film a été montré à l'ambassadeur cubain en Russie, après quoi le producteur du film, Guennadi Kostrov, a entamé des négociations pour organiser la distribution du film à Cuba. Selon le producteur, il serait enchanté que Patria o muerte atteigne les spectateurs cubains.